# Копеечник украинский
Копе́ечник украи́нский (лат. Hedýsarum ucraínicum) — многолетнее травянистое растение; вид рода Копеечник (Hedysarum) семейства Бобовые (Fabaceae).

## Ботаническое описание
Травянистый стержнекорневой многолетник (поликарпик) 10—35 см высотой.
Корень вертикальный, глубоко уходящий в субстрат, у шейки сильно ветвится, давая начало нескольким стеблям.
Стебли восходящие, прижато-пушистые.
Листочки 5—10-парные, продолговато-эллиптические, 8—12 мм длиной и 1—3 мм шириной.
Цветоносы (без кисти) обычно немного превышают листья в длину, реже короче их. Прицветники прижато-пушистые, почти равные трубке чашечки, сохраняющиеся. Цветки розово-малиновые. Чашечка в 2 раза короче венчика. Зубцы чашечки в 2—3 раза длиннее трубки. Кисти сначала сжатые, позднее удлинённые. Прицветники сохраняются долго, узколинейные, более 2 мм, длиннее цветоножек, равные половине длины трубки чашечки, реже равны ей. Венчик розово-пурпуровый, 12—16 мм длиной. Флаг короче лодочки, наверху выемчатый и с шипиком.
Бобы состоят из двух — четырёх члеников; членики округло-яйцевидные, густо опушённые или голые, но с острыми мелкими шипиками.

## Распространение и местообитание
Эндемик бассейна Среднего Дона и Северского Донца. В России встречается в Белгородской, Волгоградской и Воронежской областях, на Украине — в Луганской и Донецкой областях.
Лимитирующие факторы — уничтожение местообитаний в результате разработки мела, устройства дорог и иных видов коренного преобразования местообитаний, скотопрогона.

## Образ жизни
Ксерофит, облигатный кальцефил. Обитает на плотном мелу в верхней части склонов. Цветёт в июне — июле. Энтомофил. Плодоношение в июле — августе. Размножение семенное.

## Охранный статус

### В России
В России вид входит в Красные книги Белгородской, Волгоградской и Воронежской областей, а также в Красную книгу Российской Федерации. Растёт на территории заповедника Белогорье.

### На Украине
Входит в Красную книгу Украины и Луганской области.